# Pont-l’Évêque (Calvados)
Pont-l’Évêque (Calvados) település Franciaországban, Calvados megyében. Lakosainak száma 5116 fő (2022. január 1.). Pont-l’Évêque Pierrefitte-en-Auge, Reux, Saint-Hymer, Saint-Julien-sur-Calonne, Surville, Manneville-la-Pipard, Saint-Gatien-des-Bois, Saint-Martin-aux-Chartrains és Tourville-en-Auge községekkel határos.

## Népesség
A település népességének változása:
| Lakosok száma | 4662 | 4634 | 4627 | 4790 | 4953 | 5116 |
|               | 2017 | 2018 | 2019 | 2020 | 2021 | 2022 |